# Rally El Corte Inglés de 1990
El Rally El Corte Inglés de 1990, oficialmente 14.º Rally El Corte Inglés, fue la decimocuarta edición, la cuadragésima cita de la temporada 1990 del Campeonato de Europa de Rally y la décima de la temporada 1990 del Campeonato de España de Rally. Se celebró del 25 al 27 de octubre y contó con un itinerario de veintinueve tramos que sumaban un total de 366 km cronometrados.

## Clasificación final
| Pos. | Piloto                 | Copiloto              | Automóvil                  | Tiempo       | Diferencia |
| ---- | ---------------------- | --------------------- | -------------------------- | ------------ | ---------- |
| 1.   | Josep Bassas           | Antonio Rodríguez     | BMW M3 E30                 | 4:03:57      | 0.0        |
| 2.   | Enrico Bertone         | Gianfranco Imerito    | Lancia Delta Integrale 16V | 4:05:43      | +1:46      |
| 3.   | Carlos Alonso-Lamberti | José Manuel Sarmiento | Alfa Romeo 75 V6           | 4:06:10      | +2:13      |
| 4.   | José Mari Ponce        | Gaspar León           | BMW M3 E30                 | 4:07:11      | +3:14      |
| 5.   | Luis Monzón            | José Manuel Rodríguez | Ford Sierra RS Cosworth    | 4:10:42 6:00 | +6:45      |
| 6.   | Borja Moratal          | Alfredo Rodríguez     | Opel Kadett GSI 16V        | 4:11:23      | +7:26      |
| 7.   | Matthias Moosleitner   | Margit Tüchler        | BMW M3 E30                 | 4:13:23      | +9:26      |
| 8.   | Cele Foncueva          | Álex Romaní           | Ford Sierra RS Cosworth    | 4:17:15      | +13:18     |
| 9.   | Antonio Ponce          | Manuel Morales        | BMW M3 E30                 | 4:18:08      | +14:11     |
| 10.  | Luis Climent           | José Antonio Muñoz    | Opel Corsa A GSi           | 4:23:53      | +19:56     |